# Горова Ольга Вадимівна
Горова́ Ольга Вадимівна (нар. 21 жовтня 1982, Запоріжжя) — українська письменниця, що пише в жанрі сучасного любовного роману з елементами екшену, драми, криміналу, часом фентезі. Автор більш ніж 50 романів.

## Біографія
Народилася 21 жовтня 1982 року в Запоріжжі. У 2005 закінчила Запорізький державний медичний університет. Проживає в Києві, одружена, виховує двох дітей.